# Новосілка (гміна)
Гміна Новосілка — сільська гміна у Підгаєцькому повіті Тернопільського воєводства Другої Речі Посполитої. Адміністративним центром гміни було село Новосілка.
Гміна утворена 1 серпня 1934 року в рамках нового закону про самоврядування (23 березня 1933 року).
Площа гміни — 71,62 км²

Кількість житлових будинків — 1130

Кількість мешканців — 5620
Гміну створено на основі давніших сільських гмін Бекерсдорф (тоді німецька колонія, тепер входить до складу Новосілки), Новосілка та Юстинівка.